# Callipallene seychellensis
Callipallene seychellensis är en havsspindelart som beskrevs av Child, C.A. 1988. Callipallene seychellensis ingår i släktet Callipallene och familjen Callipallenidae. Inga underarter finns listade.